# Allied Force Headquarters

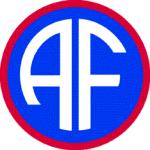
Schulterabzeichen des AFHQ

Das Allied Force Headquarters (kurz AFHQ) war ein Hauptquartier (englisch headquarters), das die Alliierten Streitkräfte des Mediterranean Theatre of Operations von 1942 bis zum Ende des Zweiten Weltkriegs (1945) führte.

## Geschichte
Das AFHQ wurde im August 1942 im Vereinigten Königreich durch Befehl von General Dwight D. Eisenhower eingerichtet, um die Streitkräfte für die Operation Torch zu koordinieren. Eisenhower bekleidete als Erster den Titel Commander-in-Chief, Allied (Expeditionary) Force. Kurz nachdem das AFHQ seinen Dienst aufnahm, wurde das Expeditionary aus dem Titel genommen. Eisenhowers Titel war nun Commander-in-Chief, Allied Force.

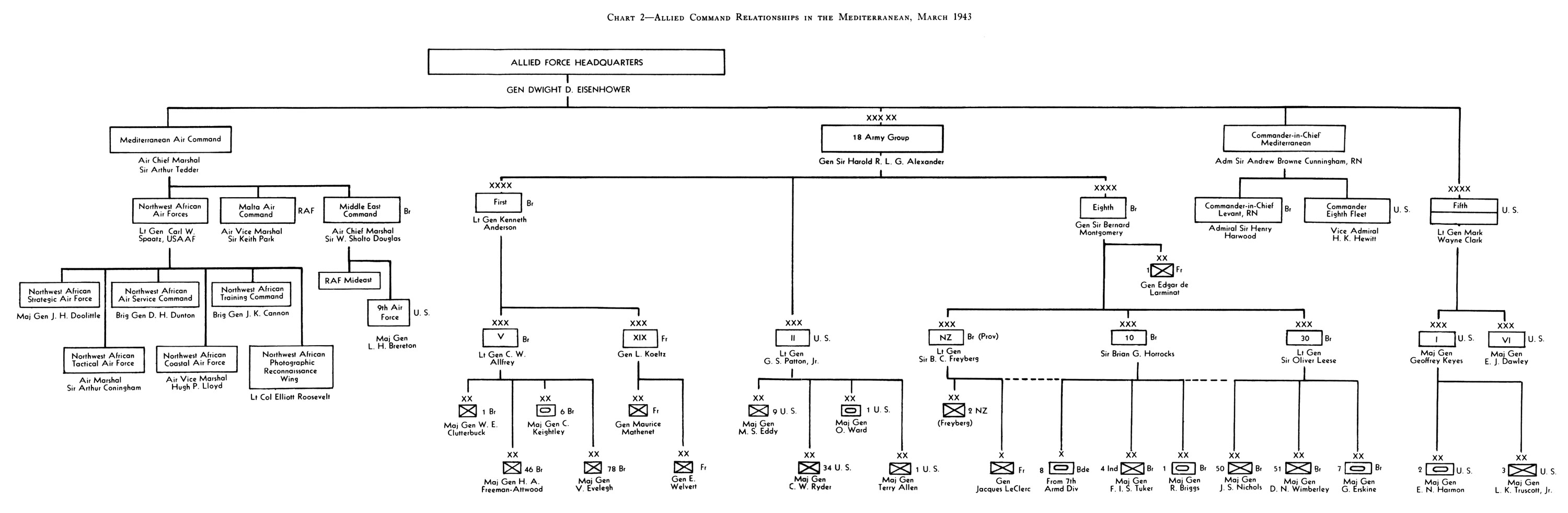
Unterstellungsverhältnisse des AFHQ im März 1943

Als nach der Zweiten Schlacht von El Alamein Libyen von der britischen 8. Armee vollständig besetzt war, wurde diese dem Allied Force Headquarters im Februar 1943 für den Tunesienfeldzug zusätzlich unterstellt. Das AFHQ war in den Lascaris War Rooms auf Malta stationiert.
Eisenhower blieb bis zum Januar 1944 Oberbefehlshaber des AFHQ und beaufsichtigte die Operation Husky (Alliierte Landung auf Sizilien am 10. Juli 1943) und die Alliierte Invasion Italiens Anfang September 1943. Später wurde er zurück in das Vereinigte Königreich versetzt, um das Kommando für die Operation Overlord zu übernehmen. Feldmarschall Sir Henry Maitland Wilson übernahm seinen Posten. Wilsons Titel wurde Supreme Commander, Mediterranean Theatre of Operations.
Wilson war für weniger als ein Jahr Kommandant, da er im Dezember 1944 nach Washington, D.C. gesandt wurde, um Field Marshal Sir John Dill, der plötzlich gestorben war, als Leiter der British Joint Staff Mission zu ersetzen. Am 12. Dezember 1944 wurde Wilson durch Field Marshal Sir Harold Alexander ersetzt, der bis Kriegsende Kommandant des AFHQ war und zuvor die 15th Army Group im Italienfeldzug führte.
Nach dem Krieg wurde das AFHQ im August 1945 deaktiviert und im September 1947 aufgelöst.

## Belege und Verweise